# Сольвейг Горне
Сольвейг Горне (норв. Solveig Horne; 12 січня 1969, Гауґесунн) — норвезький політик, член Партії прогресу, міністр дітей та рівності (2013—2018).
1995 року була вперше обрана в Стортинг, норвезький парламент, від Руґаланну. На виборах 2005, 2009 і 2013 роках була переобрана.

## Раннє життя і освіта
Народилася 12 січня 1969 року в місті Гаугесунн. Вона виросла в сусідньому муніципалітеті Етне в районі Саннхордланд, як найстарша з п'яти сестер.
Хорна відвідувала початкову і середню школу в Етні, і після закінчення середньої школи вона виїхала з дому батьків і в невелику студентську квартиру в Санднес, щоб пройти навчання в старшій школі.
Навчалася у двох гімназіях, що спеціалізуються на професійній освіті. З 1985 по 1987 рр. Горне поступила в Гендійську середню школу в Санднес, а її старший курс в 1988 році був проведений у Верхній середній школі Хінни у сусідньому Ставангері. Після закінчення середньої школи вона розпочала стажування з місцевим торговельним кооперативом. У 1990 році вона була офіційно сертифікована як м'ясник, цією професією займалася аж до 1996 року, коли вона перейшла на політику.

## Політична кар'єра

### Рання кар'єра
З середини 90-х років Горне була активним політиком, після місцевих виборів 1995 року була обрана членом виконкому муніципальної ради Сола. Вона також була членом окружної ради Руґаланну з 1999 по 2005 рік. Пізніше розповіла, що отримала цю посаду, внаслідок політики партії, що вимагала рендерну нерівність серед чиновників. Це поставило під сумнів її компетенцію, і з тих пір вона була затятим противником позитивної дискримінації.

### Член Парламенту
На парламентських виборах 2005 року Партія прогресу добилася свого найкращого результату, отримавши ще дванадцять місць, що дозволило їй стати другою за величиною партією. У Рогаланді партія стала найбільшою, а Горне і Кетіл Солвік-Олсен потрапили в Стортинг (котрі обидва стануть чиновниками в тому ж кабінеті вісім років потому). Горне раніше, з 2001 року працювала заступником представника у Стортингу. Після обрання до парламенту була членом Постійного комітету з питань правосуддя.
Вона була переобрана на парламентських виборах 2009 року, яка знову побачила безпрецедентний виграш Партії «Прогрес». Під час другого терміну працювала членом Постійного комітету з питань сім'ї та культури. Вона була згодом переобрана на виборах 2013 року.

### На посаді міністра дітей та рівності
16 жовтня 2013 року після поразки коаліції «Червоно-зелених» та створення кабінету Сольберги під керівництвом Консервативної партії Горне була призначена міністром дітей рівності, замінивши Інгу Марту Торкільдсену з соціалістичної лівої партії. Після її призначення, розробила програму, зосереджуючи увагу на скороченні встановлених урядом квот на відпустку батьків, а також збільшення так званої «грошової вигоди» (kontantstøtte), з тим щоб батьки могли тримати дітей вдома замість дитячого садка.
Також оголосила про відмову від сімейної політики свого попередника, заявивши, що зосередиться на зміцненні та захисті сім'ї, а також зниженні розлучень. Вона пояснила, що «захист сім'ї раніше був низьким пріоритетом, це те, що ми зараз зміцнимо». Закликала до введення американського звичаю проводити «нічне побачення» раз на тиждень, щоб зберегти шлюб. Вона заявила, що важливо знайти час, коли «батьки можуть бути просто коханцями».
Ще до того, як її призначення було офіційним, її звинувачували в тому, що вона підтримує антигейські погляди, завдяки твітові, який вона написала в 2010 році. У ньому вона запитала: «Чи добре, що у дитячих садках читають гей-казки для маленьких дітей?». Цей твіт з'явився у відповідь на новину, в якій уряд підтримав виробництво та розповсюдження посібника, спрямованого на «розширення сексуальної ідентичності дитини» та включення сексуального різноманіття в освіту двох-, трьох- і чотирьохрічних дітей.